# 金承南
金承南（：／ Kim Seung-nam，1965年10月6日—），大韓民國自由派政治人物，第19、21屆國會議員。